# Shashi Tharoor

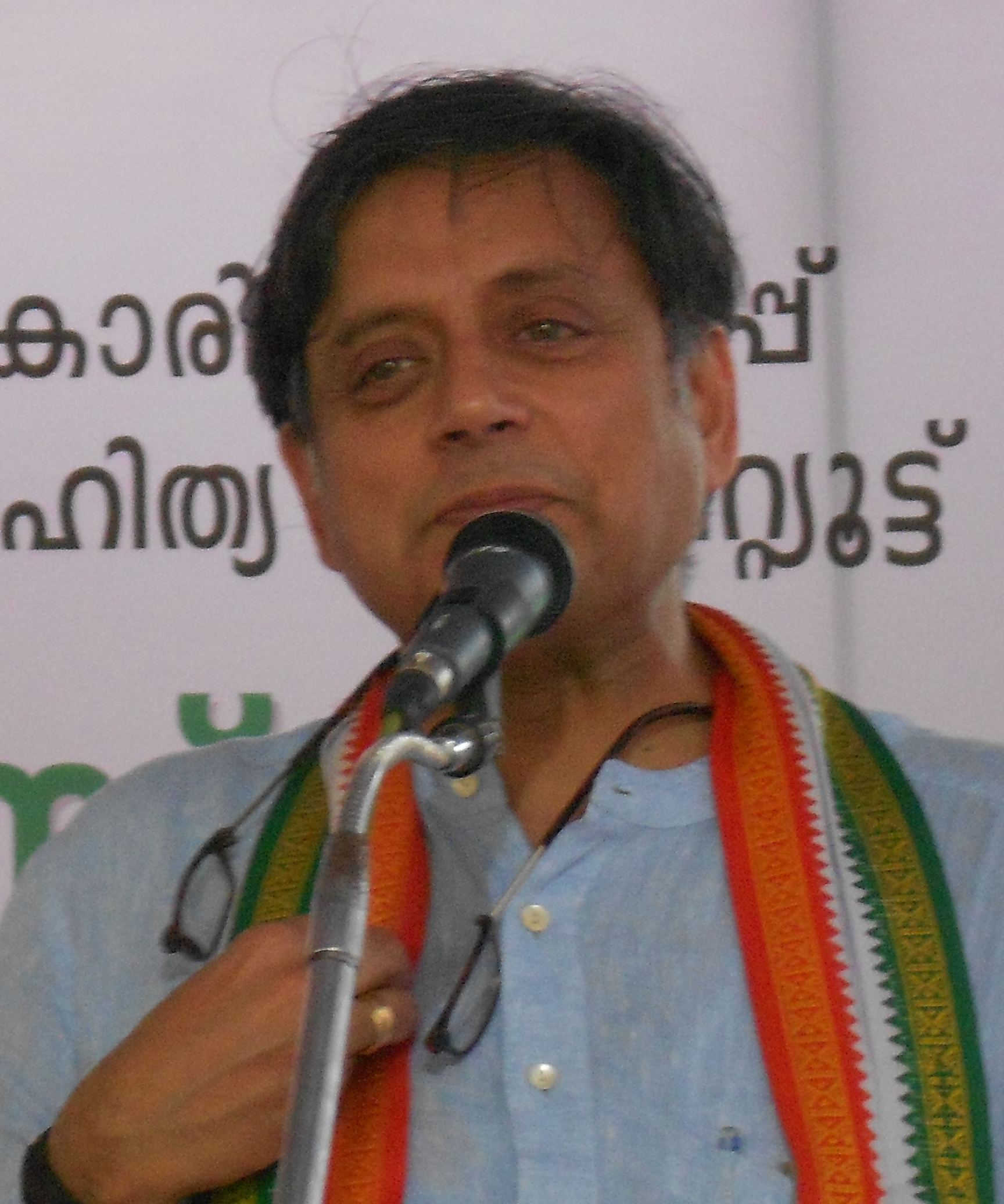
Shashi Tharoor, 2013

Shashi Tharoor (Malayalam ശശി തരൂർ; * 9. März 1956 in London) ist ein indischer Jurist, Schriftsteller und Politiker und hat als Diplomat bei der UNO-Kommission für Flüchtlinge in Genf, Singapur und New York gearbeitet. Von 2002 bis 2007 war er einer der Stellvertreter des Generalsekretärs Kofi Annan und für die Öffentlichkeitsarbeit zuständig. Tharoor ist ein langjähriges Mitglied der Kongresspartei, er war von 2009 bis 2010 Staatsminister im indischen Außenministerium und ist ein prominentes Mitglied des indischen Parlamentes Lok Sabha.

## Leben

### Ausbildung
Shashi Tharoor wurde 1956 als Kind einer keralischen Diplomatenfamilie in London geboren, wuchs aber in Indien auf. Er besuchte 1962 die Montfort School in Yercaud in Tamil Nadu, 1963–1968 das Campion Collage in Mumbai und schloss die Mittelschule 1969–1971 in der Jesuitenschule St. Xavier’s High School in Kolkata ab. Von 1972 bis 1975 studierte er im St. Stephen’s College in Delhi, wo er mit einem Bachelor of Arts in Geschichte graduierte.
Als 20-Jähriger zog er in die USA und behielt dort über 30 Jahre lang seinen Lebensmittelpunkt. Von 1975 bis 1978 studierte er in Massachusetts an der Fletcher School of Law and Diplomacy der Tufts University Internationale Beziehungen und Internationales Recht. Er promovierte bereits im Alter von 22 Jahren mit dem akademischen Grad eines Ph. D., nachdem er zwei weitere „Master“ abgelegt hatte.

### Karriere und Familie
1978, im Jahr seines Studienabschlusses, wurde er in den Dienst der UNO aufgenommen. Nach einem Zwischenaufenthalt beim Flüchtlingshilfswerk UNHCR in Genf koordinierte er in Singapur die Hilfe für die vietnamesischen Bootsflüchtlinge. Von Oktober 1989 bis Ende 1996 koordinierte er von New York aus die „friedenserhaltenden Maßnahmen“ im zerfallenden Jugoslawien, die er mitunter kritisch beurteilt: „An manchen Orten haben wir versagt, an manchen hatten wir ein unzureichendes Mandat“, und dann fast trotzig: „insgesamt aber war unsere Rolle positiv“. Seit Januar 1997 Chefassistent von Annan, ernannte dieser ihn im Juli 1998 zum UNO-Kommunikationsdirektor. Bei allem Reformbedarf, bei all der sich abzeichnenden Marginalisierung der Vereinten Nationen im Irak-Krieg, gebraucht Tharoor die Abkürzung UN mit Stolz: „Sie steht für UN-ersetzlich.“
Im Januar 2001 wurde er interimistischer Chef der UNO-Abteilung für Öffentlichkeitsarbeit, worin er als Untergeneralsekretär im Juni 2002 bestätigt wurde. 2003 ernannte ihn Kofi Annan zum Koordinator für Mehrsprachigkeit. Im Juni 2006 wurde Tharoor von seinem Land als Nachfolger Annans nominiert, dessen Amt als UNO-Generalsekretär zu Jahresbeginn 2007 neu besetzt werden musste. Er galt als Favorit, da er auf Grund seiner weitreichenden Einblicke und Erfahrungen mit UN-Abläufen alle notwendigen Voraussetzungen erfüllte. Zudem musste der UN-Arithmetik folgend der nächste Generalsekretär aus Asien stammen. Dem wurde entgegengehalten, dass seine Herkunft aus der aufstrebenden, bevölkerungsreichen Wirtschafts- und Militärmacht Indien ein Hindernis sein könnte. Anfang Oktober 2006 zog Tharoor seine Kandidatur als UNO-Generalsekretär zurück, da der südkoreanische Außenminister Ban Ki-moon in einer Testwahl die meisten Stimmen erhielt. In vier Wahlgängen im Weltsicherheitsrat erhielt Tharoor jeweils zehn Stimmen der fünfzehn Mitglieder des Rates. Am Ende stoppte ihn das Veto der USA, Ban erhielt den Zuschlag.
Tharoor ist gewähltes Mitglied des New York Institute of the Humanities, des Advisory Board of the Indo-American Arts Council und des USC Center on Public Diplomacy.
Tharoor ist Vater von Zwillingsbrüdern, die beide 2006 ihr Studium an der Yale-Universität abgeschlossen haben und zurzeit als Journalist beziehungsweise freier Autor von Kurzgeschichten arbeiten.
2010 heiratete Tharoor seine dritte Ehefrau, Sunanda Pushkar, eine erfolgreiche indische Geschäftsfrau aus Dubai. Sunanda Pushkar wurde 2014 in einem Hotel in Delhi tot aufgefunden, nachdem eine vermeintliche Affäre Tharoors mit einer pakistanischen Journalistin über Twitter publik geworden war. Sie starb eines noch nicht näher benannten nichtnatürlichen Todes. Kurz zuvor hatten Pushkar und Tharoor bekannt gegeben: „Wir möchten betonen, dass wir glücklich verheiratet sind und beabsichtigen, dies auch weiterhin zu sein.“

### Literat und Politiker
Tharoor zählt zu den bedeutendsten indischen Schriftstellern der Gegenwart. Zu seinen Werken zählen „Der große Roman Indiens“, wofür er den angesehensten Literaturpreis Indiens sowie den Commonwealth Writers’ Prize erhielt. Es handelt sich um eine freche Satire auf das Mahabharata, die zwischen magischem Realismus, Empathie für den antikolonialistischen Kampf und ironischer Chronik der neueren indischen Geschichte oszilliert. Die Figuren des Romans stehen für zentrale Gestalten der neueren indischen Geschichte und Politik und sind leicht erkennbar – so Gandhi, Subhas Chandra Bose, Nehru und dessen Tochter Indira Gandhi sowie die Söhne der Königin Gandhari als Kader der Kongresspartei. Sie werden bei aller Anerkennung ihrer historischen Leistungen mit wenig Ehrfurcht behandelt. Streckenweise fügt Tharoor Verse im Stil des klassischen Versepos ein.
Sein Sachbuch „Indien zwischen Mythos und Moderne“, eine Liebesgeschichte vor dem Hintergrund religiöser Spannungen zwischen Hindus und Muslimen, „Aufruhr“, eine vielbeachtete Biografie des ersten indischen Ministerpräsidenten Jawaharlal Nehru, und ein satirischer Roman, „Bollywood“, gehören zu seinem breiten literarischen Repertoire. Tharoor schreibt regelmäßig eine Kolumne in der indischen Tageszeitung Indian Express.
Für Tharoor sind Literatur und Politik „natürliche geistige Zwillinge“, beide versuchen einander widersprechende Positionen zu versöhnen. Und bei beiden „ist nicht nur entscheidend, was gesagt wird, sondern auch, wie etwas gesagt wird“. Tharoor meint, dass sich beide Welten nicht stören, sondern ergänzen. Unfassbar bleibt für ihn, wie Politiker ohne Literatur und Literaten ohne Politik auskommen können.
Im Mai 2009 kandidierte Tharoor erstmals für ein Abgeordnetenmandat für das Parlament und gewann es; er repräsentierte den Wahlkreis Thiruvananthapuram in Kerala. Für zehn Monate, vom 28. Mai 2009 bis 18. April 2010, war er unter Premierminister Manmohan Singh Staatsminister im Außenministerium.

### Indien und Globalisierung
„Indien ist das wichtigste Land für die Zukunft der Welt“, sagt Tharoor. Kulturelle Identität in Zeiten der Globalisierung ist für den indisch geprägten Weltbürger Tharoor ein sich stetig wiederholendes Thema. Für ihn liegt Indien im Schnittpunkt der entscheidenden Debatten darüber, ob ein demokratisches System es schafft, die gesellschaftlichen Verwerfungen infolge der Globalisierung zu überwinden und die Bevölkerung aus der Armut zu führen; oder ob es eines autoritären, zentralistischen Systems bedarf. Ob die meinungspluralistische Gesellschaft dem religiösen Fanatismus, ihren eigenen Werten und ihrem eigenen Ethos konform begegnen und diesen zurückdrängen kann. Und ob innerhalb des Stroms der Globalisierung selbstständige Entwicklung möglich ist oder eine „Coca-Kolonisierung“ die zwangsläufige Folge ist.
Als Politiker beschwört er die Notwendigkeit der Kooperation, eines Zusammenwachsens der Welt und die Reformbedürftigkeit der Vereinten Nationen. Der Schriftsteller Tharoor stellt sich die Aufgabe, neue Wege zu finden und alte neu zu beleben, um die eigene indische Identität, die kulturelle Selbstbehauptung zu stärken. Ohne die Bekräftigung beider Strömungen sieht er keinen Fortschritt.
Selbstkritisch in Bezug auf Indien, thematisiert Tharoor auch die Gewalt, indem er den britischen Historiker E. P. Thompson zitiert: „Wie soll man eine Kultur einschätzen, die Gewaltlosigkeit zu einem wirklichen Moralprinzip erhoben hat, deren Freiheit jedoch aus Blut geboren wurde und deren Unabhängigkeit nach wie vor von Blut durchtränkt wird?“
In seiner Rede zur „Reparations-Debatte“ in der Oxford Union Society in Großbritannien am 22. Juli 2015 erklärte Tharoor, prinzipiell stünden Indien Reparationen für 200 Jahre der Plünderung durch das Britische Empire zu: „Indiens Anteil an der Weltwirtschaft lag bei 27 %, als die Briten eintrafen. Als die Briten abzogen, lag er unter 4 %. Warum? Weil Indien zum Nutzen Großbritanniens regiert wurde. Großbritanniens Aufstieg wurde 200 Jahre lang durch seine Plünderung Indiens finanziert.“ Tharoor betonte, durch die von den Briten herbeigeführten Hungersnöte seien zwischen 15 und 29 Millionen Inder ums Leben gekommen. Er beschrieb die „berühmte“ Hungersnot in Bengalen 1943 im Zweiten Weltkrieg, „als vier Millionen Menschen starben, weil Winston Churchill vorsätzlich – als schriftlich festgehaltene Militärpolitik – lebenswichtige Lebensmittel von den bengalischen Zivilisten als Nahrungsmittelreserve an die robusten britischen und verbündeten Soldaten in Europa leitete“. Premierminister Narendra Modi rühmte Tharoor am 23. Juli in einer Rede vor dem Parlament und sagte, seine Rede reflektiere „die Gefühle der patriotischen Inder in dieser Frage“ und zeige, „welchen Eindruck man mit wirksamen Argumenten hinterlassen kann, indem man die richtigen Dinge am richtigen Ort sagt“.

## Schriften (Auswahl)
- Der Große Roman Indiens. Aus dem Englischen übersetzt von Anke Kreutzer. Claassen Verlag, Hildesheim 1995.
- Die Erfindung Indiens. Das Leben des Pandit Nehru. Insel Verlag, Frankfurt am Main 2006.
- Inglorious Empire. What the British did to India. Hurst, 2017
- Zeit der Finsternis. Das Britische Empire in Indien. Aus dem Englischen übersetzt von Cornelius Reiber. Aufbau Verlag, Berlin, 2024, ISBN 978-3-8412-3547-3